# Maison Papineau
La maison Papineau (ou Maison John-Campbell), située au 440 rue de Bonsecours, au sud de la rue Notre-Dame, dans le Vieux-Montréal, fut construite en 1785 par Jean-Baptiste Cérat et a connu des modifications majeures en 1831 et 1962, année où elle est restaurée. 

## Histoire
Le colonel John Campbell avait acheté le terrain en 1779 de Joseph Papineau dit Montigny qui y avait fait construire une maison en bois. En 1785, John Campbell fit construire une maison en pierre. La maison redeviendra la propriété d'un membre de la famille Papineau en 1809 quand le notaire Joseph Papineau, fils de l'ancien propriétaire, s'en porte acquéreur. Elle passe ensuite à son fils Louis-Joseph Papineau, politicien.
Henri Bourassa voit le jour dans cette maison en 1868.
La Maison Papineau est reconnue comme Lieu historique national le 28 novembre 1968.